# Dennis Wideman
Dennis Earl Wideman (* 20. März 1983 in Kitchener, Ontario) ist ein ehemaliger kanadischer Eishockeyspieler und derzeitiger -trainer. Der Verteidiger absolvierte in der National Hockey League über 800 Spiele, den Großteil davon für die Boston Bruins und die Calgary Flames, wurde allerdings vor allem durch seinen Check gegen einen Linienrichter im Januar 2016 bekannt. Seit November 2017 ist er als Assistenztrainer bei den Kitchener Rangers tätig.

## Karriere
Der 1,83 m große Verteidiger begann seine Profikarriere bei den Sudbury Wolves in der kanadischen Juniorenliga Ontario Hockey League und wechselte dann im Jahr 2000 zum Ligakonkurrenten London Knights, bevor er beim NHL Entry Draft 2002 als 241. Spieler in der achten Runde von den Buffalo Sabres ausgewählt wurde.
Bevor er jedoch ein Spiel in der Organisation der Sabres absolvieren konnte, wurde der Rechtsschütze zu den St. Louis Blues transferiert, die ihn während des Lockouts in der Saison 2004/05 bei den Worcester IceCats und in der folgenden Spielzeit zunächst bei den Peoria Rivermen in der American Hockey League einsetzten. Am 9. November 2005 wurde Wideman erstmals in den NHL-Kader der Blues berufen, seinen ersten Einsatz in der höchsten nordamerikanischen Profiliga absolvierte der Kanadier gegen die Columbus Blue Jackets.
Nach 55 Spielen in der Saison 2006/07 wurde Wideman schließlich im Tausch gegen Brad Boyes zu den Boston Bruins transferiert, für die er am 31. Dezember 2007 gegen die Atlanta Thrashers das 18000. Tor der Franchise-Geschichte erzielen konnte. Im Juni 2010 wurde Wideman in einem Tauschgeschäft zu den Florida Panthers abgegeben. Ende Februar 2011 wurde er kurz vor der Trade Deadline zu den Washington Capitals geschickt, die im Austausch Jake Hauswirth und ein Drittrunden-Wahlrecht im NHL Entry Draft 2011 an die Florida Panthers abgaben.
Nach der Spielzeit 2011/12 lief sein Vertrag aus. Die Capitals transferierten daraufhin am 27. Juni 2012 die Rechte an dem Spieler zu den Calgary Flames, Washington erhielt im Gegenzug Jordan Hendry sowie ein Fünftrunden-Wahlrecht für den NHL Entry Draft 2013. Dennis Wideman unterschrieb noch am selben Tag einen neuen Fünfjahresvertrag bei den Flames, der ihm ein jährliches Gehalt von 5,25 Millionen US-Dollar zusicherte.
Im Januar 2016 erfuhr Wideman größere mediale Aufmerksamkeit, als er im Spiel gegen die Nashville Predators den Linienrichter Don Henderson von hinten hart zu Boden checkte. Der Verteidiger wurde selbst kurz zuvor von einem Gegenspieler gecheckt, fiel dabei mit Wucht und dem Kopf voran in die Bande und befand sich auf dem Weg zur Bank der Calgary Flames, als er mit dem Schiedsrichter zusammenstieß. In diesem Zusammenhang beteuerte Wideman, dass er den Linienrichter erst im letzten Moment gesehen habe und den Kontakt daher nicht mehr habe vermeiden können; zudem entschuldigte er sich noch während des Spiels bei Henderson und ist in dieser Hinsicht in seiner bisherigen ca. 800 NHL-Spiele andauernden Karriere zuvor in keiner Weise auffällig geworden. Trotzdem sperrte ihn die NHL den Regularien entsprechend für 20 Spiele und verhängte eine von der Sperrdauer und seinem Gehalt bestimmte Geldstrafe von 564.516,20 US-Dollar. In der Folge legten die NHLPA und die Calgary Flames eine offizielle Beschwerde ein, deren zentrale Argumentation eine bereits von medialer Seite diskutierte Gehirnerschütterung ist, die bei Wideman infolge des vorangehenden Checks vermutlich vorlag, jedoch (entgegen den vorgesehenen Abläufen; „concussion protocol“) nicht sofort nach dem Vorfall untersucht wurde. Demzufolge sei der Verteidiger nicht „Herr seiner Sinne“ gewesen und nicht absichtlich in den Linienrichter gelaufen. In erster Instanz wies Gary Bettman, Commissioner der NHL, den Einspruch ab und erhielt die Sperre aufrecht, sodass der Fall in zweiter Instanz in einem neutralen Schiedsverfahren verhandelt wurde. Dabei wurde Widemans Sperre auf 10 Spiele reduziert, allerdings hatte er zum Zeitpunkt der Entscheidung bereits 19 Partien verpasst. Die Geldstrafe reduziert sich mit der Halbierung der Spielanzahl ebenfalls um die Hälfte. Darüber hinaus lenkte der Vorfall erneute Aufmerksamkeit auf den nicht adäquaten Umgang der NHL mit potentiellen Schädel-Hirn-Traumata.
Nach der Saison 2016/17 wurde sein auslaufender Vertrag in Calgary nicht verlängert, sodass Wideman seine aktive Karriere beendete und in seine Heimatstadt zurückkehrte, wo er seit November 2017 als Assistenztrainer der Kitchener Rangers fungiert.

## Erfolge und Auszeichnungen
- 2004 OHL First All-Star-Team
- 2004 CHL Second All-Star-Team
- 2005 Teilnahme am AHL All-Star Classic
- 2012 Teilnahme am NHL All-Star-Game

### International
- 2000 Silbermedaille bei der World U-17 Hockey Challenge

## Karrierestatistik
(Legende zur Spielerstatistik: Sp oder GP = absolvierte Spiele; T oder G = erzielte Tore; V oder A = erzielte Assists; Pkt oder Pts = erzielte Scorerpunkte; SM oder PIM = erhaltene Strafminuten; +/− = Plus/Minus-Bilanz; PP = erzielte Überzahltore; SH = erzielte Unterzahltore; GW = erzielte Siegtore; 1 Play-downs/Relegation; Kursiv: Statistik nicht vollständig)